# スージー (小惑星)
スージー (933 Susi) は小惑星帯にある小惑星。カール・ラインムートがハイデルベルクのケーニッヒシュトゥール天文台で発見した。ドイツ人天文学者カジミール・グラフの妻に因んで名付けられた。
なお、この名前と小惑星番号 933 は、もともと1920年4月23日に発見された仮符号 1920 GZ の小惑星に付けられたものだったが、1928年になって 1920 GZ と1911年に発見された (715) トランスヴァーリアが同じ天体だということが判明したため、後から付けられた方の番号と名前を別の小惑星に流用したものである。